# Co Nie Ma Sobie Równych
«Co Nie Ma Sobie Równych» — дебютний студійний альбом польського репера/продюсера Zeus'a, випущений 14 листопада 2008 року, завдяки перемозі на конкурсі WuDoo Demo Roku 2008. Нагорода передбачала в собі випуск альбому накладом Embryo Nagrania. На підтримку релізу було знято відеокліпи до пісень «W Dół», «Jeszcze Więcej», «Jestem Tu» i «Nowy Dzień». Всі треки спродюсував сам Zeus.

## Список композицій
1. «Nowy Dzień» — 6:28
2. «Patrz» — 3:54
3. «Jeszcze Więcej» — 3:47
4. «To Jest Mój Dzień» — 4:03
5. «Tak To Się Żyje Tu» — 5:05
6. «Gracze» — 3:47
7. «To Dzięki Tobie» — 4:14
8. «Jestem Tu» — 4:57
9. «Światła» — 4:13
10. «Chcę Ciebie» — 5:47
11. «W Dół» — 3:58
12. «Zabierz Mnie Stąd» — 3:57
13. «Serce Miasta» — 4:19
14. «Wychodzę» — 4:38